# Parc national de Liesjärvi
Le parc national de Liesjärvi (en finnois : Liesjärven kansallispuisto) est un parc national finlandais situé dans le sud du pays, dans le Kanta-Häme. Sa superficie est de 22 kilomètres carrés. En 1920, une partie de l’aire actuelle du parc national était déjà définie comme aire protégée. La zone relativement petite du parc comporte plus de 40 kilomètres de rivage.
Le parc est reparti dans les municipalités de Tammela, Somero et Karkkila.